# 酔夢亭蕉鹿
酔夢亭 蕉鹿（すいむてい しょうろく、安永8年6月12日〈1779年7月25日〉 - 弘化2年9月12日〈1845年10月12日〉）とは、江戸時代後期の浮世絵師。

## 来歴
鳥文斎栄之の門人。姓は高尾、通称は栄之丞。名は信保。酔夢亭、葆巷斎と号す。木挽町（現在の東銀座付近）築地に800石取りの旗本の子として生まれる。はじめは小普請組の溝口相模守支配に属し、寛政11年（1799年）4月、父の信興が没すると家督を継ぎ、文化4年（1807年）には大番に進んでいる。文化5年（1808年）、神田一ツ橋通り小川町水道橋に転居した。
文化年間には早くも隠居し、狂歌及び肉筆浮世絵の制作に専念した。狂歌は大田南畝に学び、寛政文化期に栄之風の肉筆浮世絵を多く描いた。特に文化期の作品に優品が多く見られる。栄之の傍にいてその作品に触れる機会があったと見られ、栄之の作品と同工の作品も多い。また大田南畝による画賛が見られる場合が多数存在する。画風は栄之の作品と比べると、顔付きがよりはっきりとした美人画を描いている。享年67、墓所は新宿区河田町の月桂寺。

## 作品
- 「雪戯美人図」　絹本着色　東京国立博物館所蔵　※「蕉鹿筆」の落款と「高尾」の朱文方印、「まつよひの　こゝろもそらに　みたれけり　ふけゆくまゝに　雪のふれゝは　主賢」の画讃あり
- 「文読み美人図」　絹本着色　東京国立博物館所蔵
- 「ほたる狩図」　絹本着色　ニューオータニ美術館所蔵　※「蕉鹿画」の落款、「蕉鹿」の朱文方印あり
- 「やつし四睡図」　絹本着色　砂子の里資料館所蔵
- 「三美人図」　絹本着色、三幅対　摘水軒記念文化振興財団所蔵　※大田南畝賛
- 「ほととぎすと遊女」　絹本着色　光記念館所蔵　※「蕉鹿筆」の落款、「曰四月青和清國自卯徠」の白文長方印あり。那須ロイヤル美術館（小針コレクション）旧蔵
- 「音〆を合わせる美人」　絹本着色　光記念館所蔵　※「蕉鹿画」の落款、「蕉鹿」の白文方印あり。那須ロイヤル美術館（小針コレクション）旧蔵
- 「遊女と寿老人図」　絹本着色　日本浮世絵博物館所蔵　※「蕉鹿筆」の落款、「蕉鹿」の朱文方印あり
- 「桜下遊女図」　絹本着色　日本浮世絵博物館所蔵　※「蕉鹿筆」の落款と「曰四月青和清國自卯徠」の白文長方印、「よし原の　夜みせをはりの　夕くれは　入相のかねに　花やさくらん　蜀山人」の画讃あり
- 「応化普賢図」　絹本着色　奈良県立美術館所蔵　※「蕉鹿画」の落款と「蕉鹿」の白文方印、「大象も　つなかれぬへき　あらひ髪　鼻より長き　けいせいのため　蜀山人」の画讃あり
- 「花魁立姿図」　絹本着色　熊本県立美術館所蔵　※「蕉鹿筆」の落款と「曰四月青和清國自卯徠」の白文長方印、蜀山人（南畝）の画讃あり
- 「立美人図」　絹本着色　個人所蔵　※大田南畝賛